# Chrom-Cobalt-Molybdän-Legierung
Die Chrom-Cobalt-Molybdän-Legierung gehört zu den Cobalt-Basis-Legierungen. Sie wird in der Zahntechnik, zur Fertigung von Zahnersatz wie Modellgussprothesen und Modelgusskronen eingesetzt. Im Fachjargon wird sie oftmals auch einfach NEM-Legierung genannt (Nicht-Edelmetall-Legierung). 

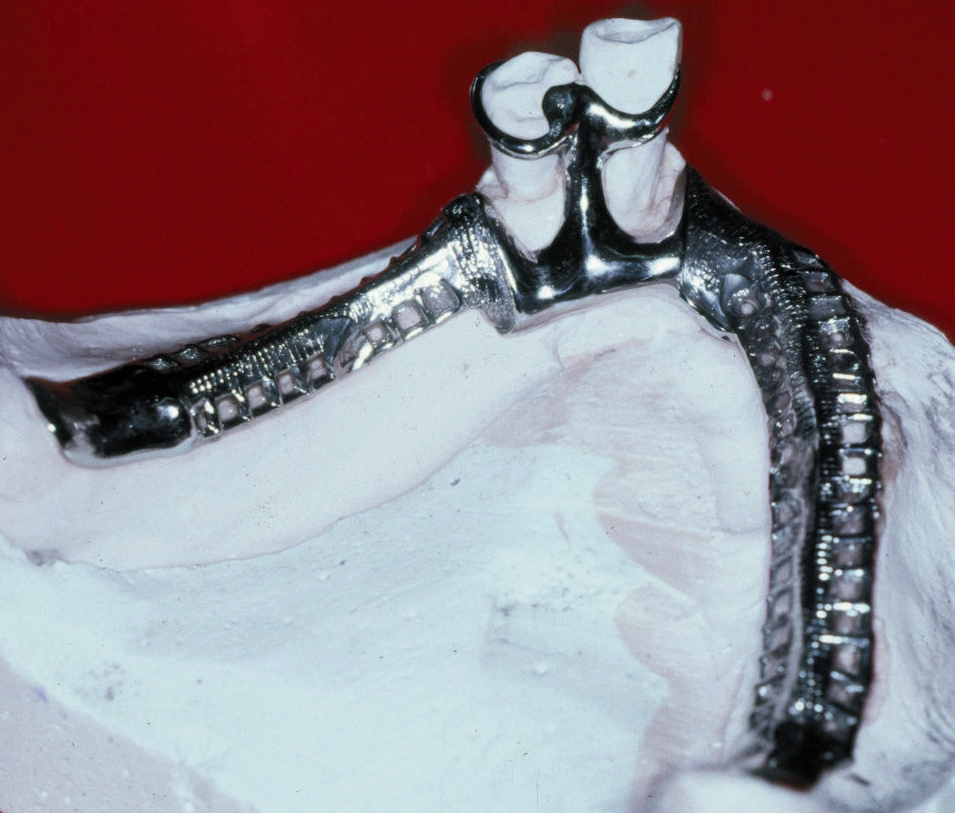
Unterkiefer-Prothesen-Gerüst aus einer Chrom-Cobalt-Molybdän-Legierung. In der höheren Auflösung kann man sehr gut die exakt ausgegossene sehr feine Modellierung erkennen.

## Zusammensetzung
Je nach Hersteller differieren die folgenden Werte etwas:
- ca. 62–66 % Cobalt
- ca. 27–31 % Chrom
- ca. 4–5 % Molybdän

Außerdem beinhalten die Legierungen in kleinen Mengen: Kohlenstoff, Silicium, Mangan und Eisen.

## Eigenschaften

### Physikalische Eigenschaften
- Dichte: ca. 8 g/cm³
- Schmelztemperatur: ca. 1250 °C bis 1500 °C (das erfordert eine gipsfreie Einbettmasse)
- Streckgrenze: ca. 630 N/mm²
- Zugfestigkeit: ca. 890 N/mm²
- Bruchdehnung: ca. 10 %
- Brinellhärte: ca. 365 kg/mm² (zum Vergleich: reines Gold: ca. 20 kg/mm², dentale (zahnmedizinische) Goldlegierungen: ca. 60–145 kg/mm²)

### Vorteilhafte Eigenschaften für den Einsatz in der Zahnmedizin
- sehr leichtflüssig, ermöglicht also das Gießen feinster Modellierungen
- enorme Härte
- enorme Elastizität (doppelt so groß wie bei Edelmetall-Legierungen)
- große Brückenspannen möglich
- völlig korrosionsfrei
- keine Verfärbungen im Munde durch Einflüsse wie Speichel oder Nahrung
- gute Löteigenschaften (wichtig bei Prothesen-Erweiterungen)
- physiologische Eigenschaften:
  - Bei Verwendung von „Biomaterialien“ wie Gold, Platin oder Titan wird der physiologische Vorteil gegenüber üblichen NEM-Legierungen in den Vordergrund gestellt. Allerdings stehen insbesondere bei Gold mutmaßlich wirtschaftliche Aspekte vor denen des Patientenwohls. Titan ist in der Prothetik als historisch anzusehen, es wird dental fast ausschließlich, hier auch sehr erfolgreich, für enossale Implantate und deren Suprakonstruktionen eingesetzt. Platinhaltige Silber-Palladiumlegierungen stehen im Verdacht Allergien auslösen zu können.